# Dalzellia gracilis
Dalzellia gracilis là một loài thực vật có hoa trong họ Podostemaceae. Loài này được C.J.Mathew, Jáger-Zürn & Nileena mô tả khoa học đầu tiên năm 2001.